# Lullymore
Lullymore (en irlandais, Loilgheach Mór) est une paroisse civile du comté de Kildare en Irlande. Le village fait partie de l'ancienne baronie d' Offaly Est.
La température la plus basse enregistrée en Irlande au XXe siècle l'a été à Lullymore : -18.8°C le 2 janvier 1979.

## Localisation
Lullymore se trouve sur la R414 entre Rathangan et Allenwood. Le village constitue un îlot de terre arable, entouré de tous côtés par les tourbières du Bog of Allen.
Lullymore se trouve à un peu moins de 10 km de Rathangan et environ 5 km d'Allenwood.

## Industrie de la tourbe
Bord Na Mona a ouvert une unité de fabrication de briquettes de tourbe en 1936. Elle a fermé en 1992, à la suite de la baisse de ses ventes.

## Éducation à la tourbe
Lullymore Heritage & Discovery Park attire des visiteurs du secteur de Kildare. C'est une destination familiale mais aussi pour les sorties scolaires, lieu pour les anniversaires et autres touristes[réf. nécessaire].
Le centre de nature du Bog of Allen, géré par Irish Peatland Conservation Council, est reconnu 'centre d'excellence' pour l'éducation, la recherche et la conservation. On y trouve la plus grande collection de plantes carnivores d'Irlande et de Grande-Bretagne[réf. nécessaire].